# 낭튀아 아롱디스망
낭튀아 아롱디스망(프랑스어: Arrondissement de Nantua)은 론알프 레지옹의 앵 데파르트망에 있는 프랑스의 아롱디스망이다. 5개의 캉통과 59개의 코뮌이 있다.

## 행정 구역

### 캉통
낭튀아 아롱디스망에 속해 있는 캉통은 다음과 같다. 2015년에 개편되었다.
1. 벨가르드쉬르발세린 캉통 (일부)
2. 오트빌롱느 (일부)
3. 낭튀아 캉통
4. 오요나 캉통
5. 퐁댕 캉통 (일부)

### 코뮌
낭튀아 아롱디스망에 속해 있는 코뮌과 INSEE 코드는 다음과 같다.
1. 아프르몽 (01011)
2. 아르방 (01014)
3. 베아르제오브레시아 (01170)
4. 벨가르드쉬르발세린 (01033)
5. 벨레두 (01035)
6. 벨리냐 (01031)
7. 비야 (01044)
8. 볼로종 (01051)
9. 보이외생제롬 (01056)
10. 브레노 (01060)
11. 브리옹 (01063)
12. 세뉴 (01067)
13. 세르동 (01068)
14. 샬라몽타뉴 (01077)
15. 샹도르코르셀 (01080)
16. 샹프로미에 (01081)
17. 샤릭스 (01087)
18. 샤티용앙미셸 (01091)
19. 슈빌라르 (01101)
20. 콩다민 (01112)
21. 도르탕 (01148)
22. 에샬롱 (01152)
23. 제오브레이세 (01171)
24. 지롱 (01174)
25. 그루아시아 (01181)
26. 앵주제니시아 (01189)
27. 이즈나브 (01191)
28. 이제르노르 (01192)
29. 쥐쥐리외 (01199)
30. 라발므 (01200)
31. 랑트네 (01206)
32. 레사르 (01214)
33. 로피탈 (01215)
34. 메이야 (01228)
35. 마르티냐 (01237)
36. 마타펠롱그랑주 (01240)
37. 메리냐 (01242)
38. 몽탕주 (01257)
39. 몽트레알라클뤼즈 (01265)
40. 낭튀아 (01269)
41. 레네롤 (01274)
42. 뉘리외볼로냐 (01267)
43. 우트리아즈 (01282)
44. 오요나 (01283)
45. 페리아 (01293)
46. 플라뉴 (01298)
47. 르부아자랄레리아 (01204)
48. 퐁생 (01303)
49. 포르 (01307)
50. 생탈방 (01331)
51. 생제르맹드주 (01357)
52. 생장르비외 (01363)
53. 생마르탱뒤프렌 (01373)
54. 사모냐 (01392)
55. 세리에르쉬랭 (01404)
56. 송토나라몽타뉴 (01410)
57. 쉬르주 (01413)
58. 비외디즈나브 (01441)
59. 빌 (01448)